# Saint-Stanislas
Saint-Stanislas es un municipio canadiense situado en la provincia de Quebec.

## Superficie
Saint-Stanislas tiene una superficie de 89,38 km².

## Demografía
En 2021, tenía 1001 habitantes, una densidad poblacional de 11,2 hab./km², y 578 viviendas.